# Robert Andrew Heggie
Pour les articles homonymes, voir Heggie.
Robert Andrew Heggie  (13 mai 1915-23 juillet 2000) est un homme politique provincial canadien de la Saskatchewan. Il représente la circonscription de Hanley à titre de député du Parti libéral de la Saskatchewan de 1967 à 1971.

## Biographie
Né à Strasbourg en Saskatchewan, Heggie étudie à Kelliher (en) et à l'école normale de Regina. Il enseigne ensuite dans les écoles de Punnichy (en) et de Raymore. En 1938, il épouse Evelyn Rutherford. Durant la Seconde Guerre mondiale, il travaille comme technicien radar pour l'Aviation royale canadienne. Après la guerre, il étudie le droit à l'Université de la Saskatchewan et entre ensuite au barreau de la Saskatchewan en 1950. Après avoir pratiqué le droit à Saskatoon, il sert comme juge à la Magistrate Court. De 1954 à 1963, il siège au conseil municipal de Saskatoon. Entrant au Conseil de la Reine, il est candidat défait dans la circonscription de Saskatoon City en 1956 et en 1960. Élu dans Hanley en 1967, il est défait en 1971. Déménageant dans la vallée du Fraser en Colombie-Britannique, il y sert comme juge de la cour disciplinaire dans le système pénitentiaire fédéral. Il meurt à Abbotsford à l'âge de 85 ans.